# 高木隆弘
高木 隆弘（たかぎ たかひろ、1969年5月20日 - ）は、日本の競輪選手。東京都台東区出身。日本競輪学校（当時。以下、競輪学校）第64期卒業。日本競輪選手会常任理事、同神奈川支部長（2024年6月より）、ホームバンクは平塚競輪場。師匠は小門道夫。初出走は1989年8月5日の西武園競輪場で初勝利も同日。血液型A。

## 戦績
法政大学第二高等学校在学中は陸上競技を行っていたが、友人である出口眞浩の勧めにより、高校卒業後に競輪学校を適性試験で受験し合格。競輪学校は28位での卒業で、当初は小田原競輪場を練習拠点とした。やがてデビュー直後から素質が開花して活躍を見せ、同期の学校成績上位であった三宅伸や有坂直樹と並んで『64期三羽烏』と評されるまでになり、1991年には競輪祭新人王戦で優勝し新人王を獲得すると、1992年には早くも獲得賞金上位で地元開催のKEIRINグランプリに出場している（4着）。
そして1993年には全日本選抜競輪での特別競輪初優勝でトップ選手の仲間入りを果たし、直後に宇都宮競輪場で開催されたオールスター競輪決勝では出口眞浩らと神奈川勢による「法政二高カルテット」を結成して地元の神山雄一郎に対抗したが、最後の直線で神山に交わされ2着となった。しかし同年12月には玉野競輪場で開催されたふるさとダービーも制しており、翌1994年にいわき平競輪場で開催されたオールスター競輪決勝では出口眞浩に優勝をプレゼントする形で2着に入っている。
1997年には練習地を平塚競輪場に移動。その後も1998年と2001年に高松宮記念杯競輪を制しており、2006年に地元の花月園競輪場で開催されたオールスター競輪決勝では、別地区の先行選手である井上昌己と即席ラインを組み、2人でラスト1周付近から後方集団より抜け出したが、直線で井上との一騎討ちに敗れ2着となった。
40歳を過ぎてもGIなど大舞台でも活躍したが、その後は加齢による脚力の衰えもあり、同期の有坂直樹と同じく2019年1月より長らく保ったS級から降格となりA級1班となった。その後、2024年1月よりA級2班、2025年7月よりA級3班となる。
2019年7月21日、大垣競輪GIII2日目第1レースで1着となり、通算32人目となる通算500勝を達成。デビューから31年目での達成であった。規程に基づき、9月23日に平塚競輪場にて通算500勝表彰式が執り行われた。
2024年6月下旬より、日本競輪選手会常任理事、同神奈川支部長に就任。

## 主な獲得タイトル
- 1991年 - 競輪祭新人王（小倉競輪場）
- 1993年 - 全日本選抜競輪（青森競輪場）
- 1998年 - 高松宮記念杯競輪（大津びわこ競輪場）
- 2001年 - 高松宮記念杯競輪（大津びわこ競輪場）

## 競走スタイル
デビュー後しばらくは自在戦法であったが、現在は追込選手として活躍している。全盛時は直線でのダッシュ力だけでなく、後方から迫ってくる選手を体当たりでブロックする「張り」という技術にも長けていて、他の自力選手から恐れられていた。
最盛期は吉岡稔真に対抗意識を燃やす「吉岡キラー」の一人として有名で、2001年に優勝した高松宮記念杯の決勝では吉岡を2発の「張り」で着外に沈めたプレーが絶賛されたほどである。

## エピソード
- 若い頃の風貌が渡嘉敷勝男に似ていたため「トカちゃん」というニックネームがつけられた。
- 2004年5月25日放送の「『ぷっ』すま」の試して足して体感チャレンジクイズのコーナーで、小倉優子に「そば屋の出前みたい」と言われた。
- 元ガールズケイリン選手の高木真備とは、登録地・ホームバンクともに異なるが、同姓であった縁（血縁関係はない）もあり、自ら真備に対して「俺と一緒に練習すればグランプリが獲れる」と声を掛け、真備がデビュー2年目の2015年から指導を行った。結果、真備が2021年のガールズグランプリで優勝したことで、真備との約束を果たせた[3]。ほかにも、2023年には、同じくガールズケイリン選手で川崎競輪場をホームバンクとする高木佑真が平塚に練習に来た際に声を掛けたことをきっかけに高木佑真に対しても指導を始め、一時期低迷していた成績を向上させる手助けをしたり[4]（当然に高木佑真とも血縁関係はなく、佑真の苗字は『たかき』である）、元Jリーガーで自転車競技は未経験だった北井佑季をGIタイトルホルダーにまで育て上げるなど、指導した後輩選手に対する育成手腕から「名伯楽」との声も聞かれる[5]。